# Ламмасъярви
Ламмасъярви, Лема — озеро на территории Костомукшского городского округа Республики Карелии.

## Общие сведения
Площадь озера — 1,3 км². Располагается на высоте 102,9 метров над уровнем моря.
Форма озера продолговатая: оно вытянуто с запада на восток. Берега каменисто-песчаные, преимущественно возвышенные.
Через озеро протекает река Судно, впадающая в озеро Верхнее Куйто.
В озере расположено не менее четырёх безымянных островов различной площади.
Вдоль южного берега озера проходит просёлочная дорога.
Код объекта в государственном водном реестре — 02020000811102000004234.